# Crawford County (Michigan)
Crawford County is een county in de Amerikaanse staat Michigan.
De county heeft een landoppervlakte van 1.446 km² en telt 14.273 inwoners (volkstelling 2000). De hoofdplaats is Grayling.

## Foto's

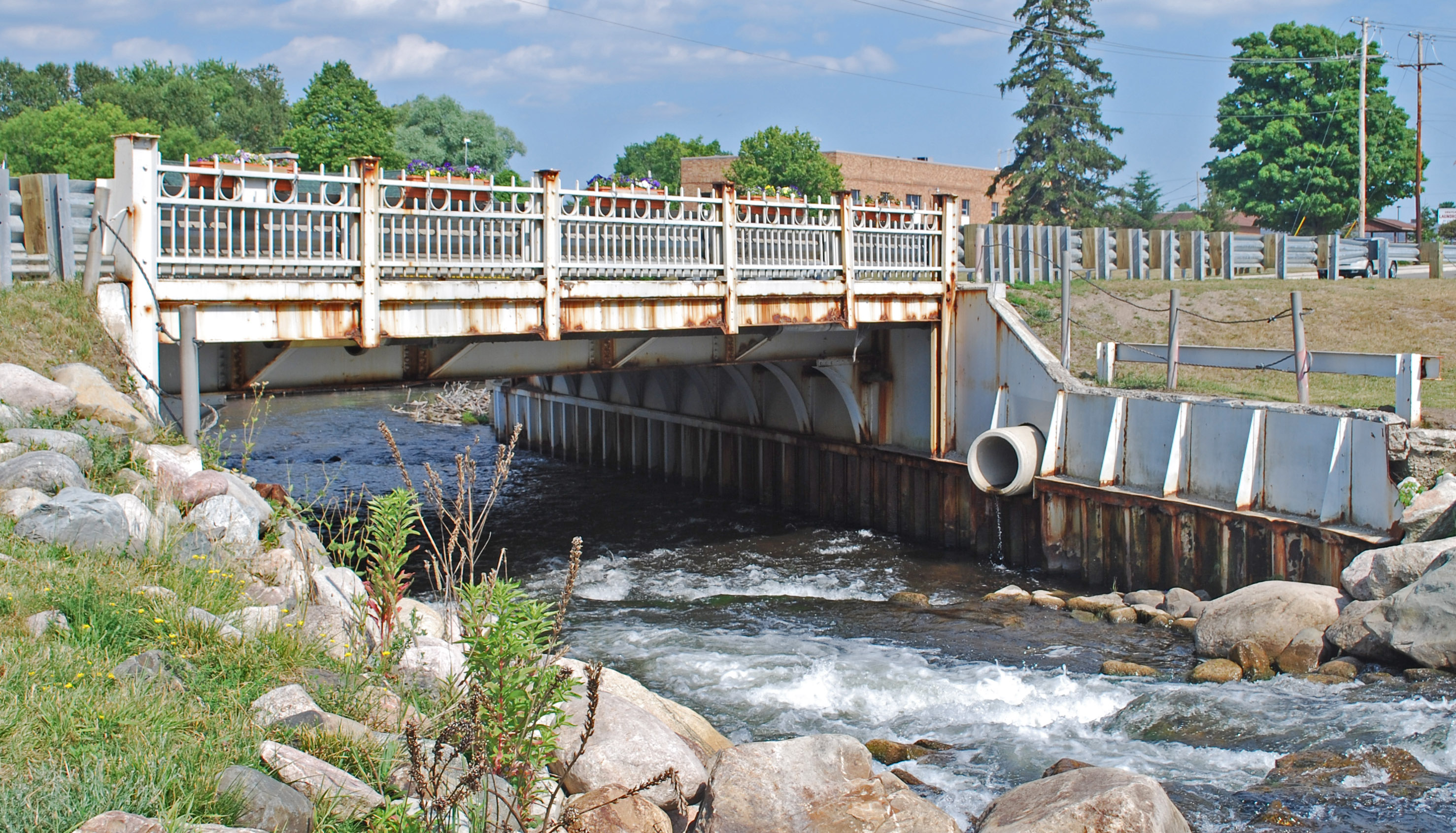
brug